# Passabant (Sora)
Passabant és una masia de Sora (Osona) inclosa a l'Inventari del Patrimoni Arquitectònic de Catalunya.

## Descripció
Construcció de planta rectangular amb el teulat de teules a doble vessant. Els murs han estat construïts amb pedres allargades tallades de manera irregular i unides amb molt morter. Totes les finestres de la casa tenen ampit i la porta ha estat reforçada amb una biga de ferro que fa de llinda. En aquesta construcció central s'hi afegiren diferents cossos que s'usaren com a pallisses.